# Gedenkstätte Moritzplatz Magdeburg

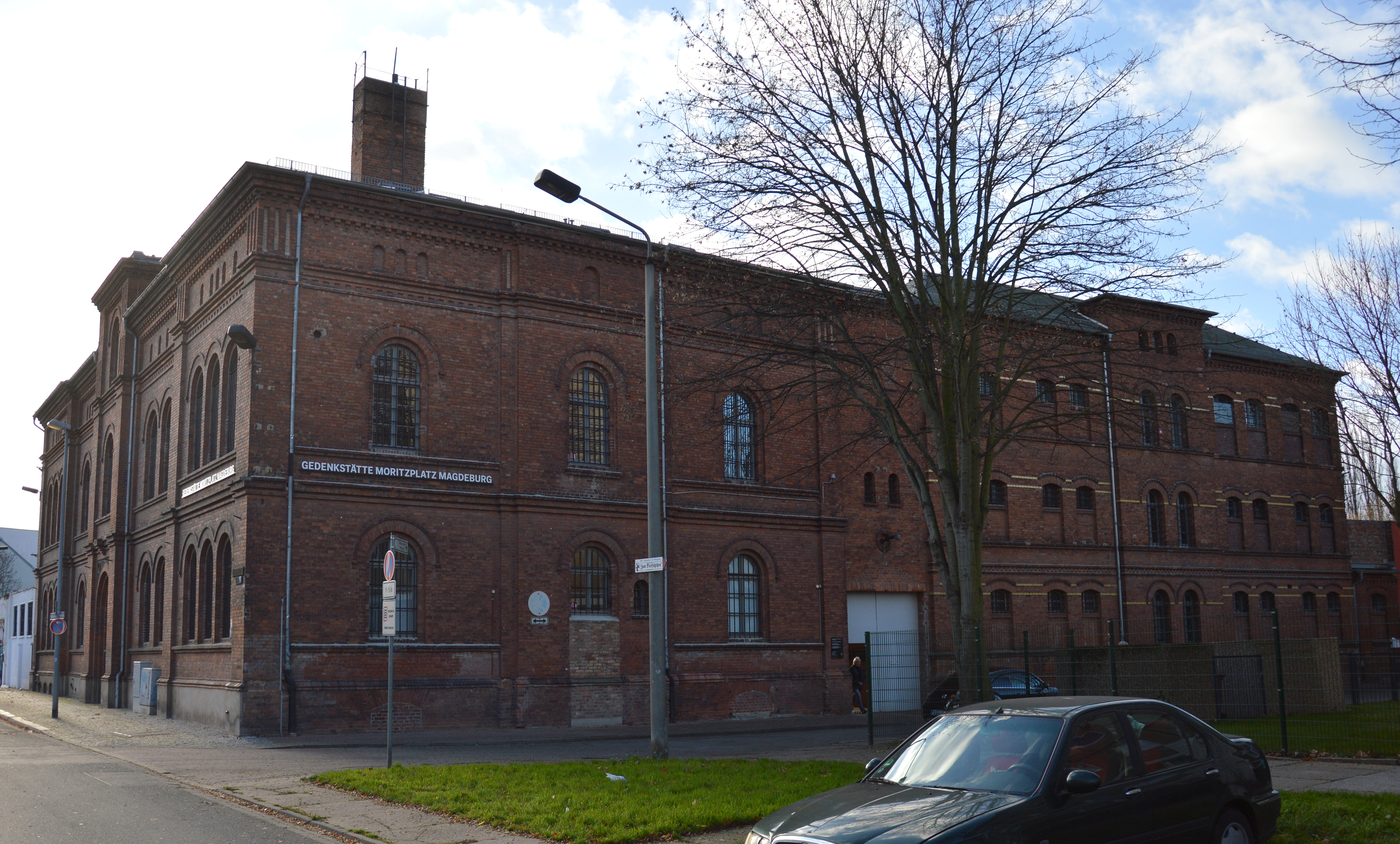
Gedenkstätte Moritzplatz Magdeburg, Blick von Norden

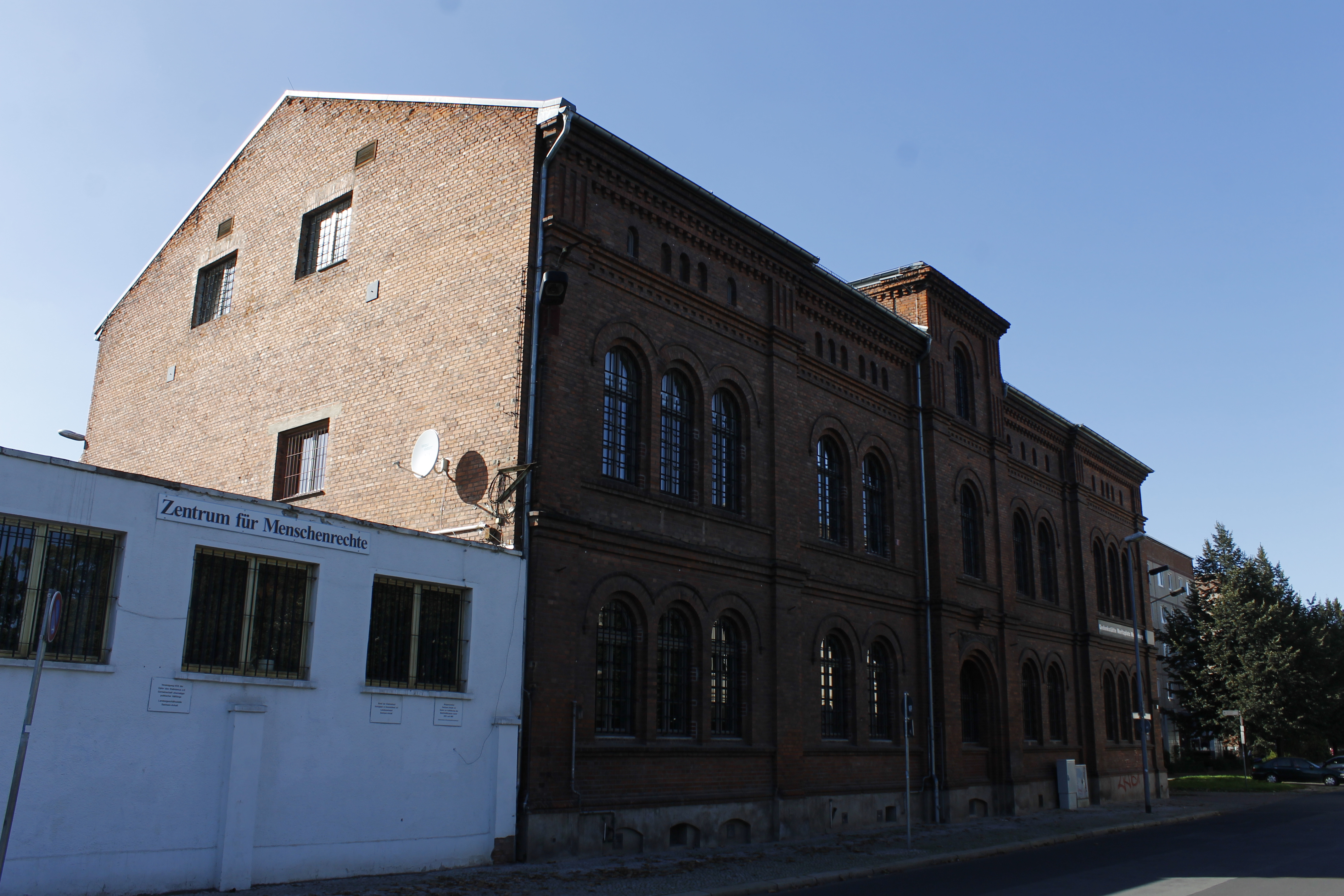
Ostseite

Die Gedenkstätte Moritzplatz Magdeburg in der Stiftung Gedenkstätten Sachsen-Anhalt erinnert an die während der sowjetischen Besatzung und in der DDR durch die Justiz, die Deutsche Volkspolizei und das Ministerium für Staatssicherheit aus politischen Gründen Verfolgten und Inhaftierten.

## Gedenkstätte und Ausstellung
Sie gehört zu den wenigen Gedenkstätten in ehemaligen MfS-Haftanstalten, in denen u. a. das im Original belassene Hafthaus und die „Freistundenzellen“ in die Bildungsarbeit einbezogen werden können. Im Haus sieht man die im Januar 2012 eröffnete Dauerausstellung „Grundsätzlich kann von jedem Beschuldigten ein Geständnis erlangt werden.“
Die Untersuchungshaftanstalt Magdeburg-Neustadt 1945–1989 dokumentiert die Schwerpunkte politisch motivierter Verfolgung in der Sowjetischen Besatzungszone und in der DDR. Das Gefängnis war in den späten 1940er und frühen 1950er Jahren eingebunden in die Verfolgung von Gegnern des neuen politischen Systems sowie von tatsächlichen und vermeintlichen NS-Tätern und Kriegsverbrechern. Nach der Übernahme durch das MfS 1958 diente es fast ausschließlich der Verfolgung von Menschen, die dem SED-Regime ablehnend gegenüberstanden bzw. die die DDR verlassen wollten. Die Ausstellung, die gemeinsam mit dem Bürgerkomitee Sachsen-Anhalt erarbeitet wurde, umfasst zwölf Räume. Im Zellentrakt thematisieren fünf Räume die Geschichte der Haftanstalt bis zu ihrer Übernahme durch das MfS. Im Vorderhaus werden in sieben Räumen, darunter ein mit Originalmobiliar hergerichtetes Vernehmerzimmer, die Repression durch das MfS und – bezogen auf diesen Ort – die Untersuchungshaft beim MfS dargestellt, des Weiteren der Herbst 1989 in Magdeburg.
Von 2006 bis 2011 leitete der Historiker Sascha Möbius die Gedenkstätte. Seit 2011 ist der hallesche Historiker Daniel Bohse der Gedenkstättenleiter.

## Architektur und Geschichte des Gebäudes
Das denkmalgeschützte Gebäude entstand im Jahr 1876 als Königlich-Preußisches Amtsgericht Magdeburg-Neustadt. Der zweigeschossige Ziegelbau ist in einem einfachen Rundbogenstil gebaut. An der straßenseitigen Fassade bestehen zwei Seitenrisalite sowie ein schmaler turmartiger Mittelrisalit. Ursprünglich bestehende und die Gebäudeerscheinung prägende Turm- und Giebelaufsätze sind nicht erhalten. Auf der Hofseite errichtete man zugleich ein Untersuchungsgefängnis. Nach Ende der gerichtlichen Nutzung bestand ab 1940 eine ausschließliche Verwendung als Gefängnis. Von 1957 bis 1989 diente es dann als Untersuchungshaftanstalt des Ministeriums für Staatssicherheit der DDR im Bezirk Magdeburg. Es bestanden 25 Zellen, für 18 männliche und 7 weibliche Straf- sowie 55 Untersuchungsgefangene. Die in der DDR-Zeit entstandenen Um- und Einbauten wie Wachturm, Freigang, Erhöhung von Mauern und das Inventar sind weitgehend erhalten und wesentlich im Zusammenhang mit der Nutzung als Gedenkstätte.
Im örtlichen Denkmalverzeichnis ist das Gebäude unter der Erfassungsnummer 094 82873 als Gefängnis verzeichnet.